# HumancentiPad
HumancentiPad (HUMANCENTiPAD en VO) est le premier épisode de la saison 15 de South Park. Il a été diffusé sur Comedy Central aux États-Unis le 27 avril 2011.

## Résumé
Eric Cartman fait croire à ses amis qu'il a un iPad comme eux et se moque des élèves qui n'en ont pas, mais Kyle Broflovski voit que son appareil n'est qu'une coque vide. Humilié, il force sa mère à aller au magasin en acheter un, mais cette dernière refuse en voyant le prix. Elle n'accepte d'acheter qu'une tablette moins chère et aux capacités identiques, mais qu'Eric juge inférieure car d'une autre marque qu'Apple. Le garçon fait un caprice, mais cette fois, sa mère ne cède pas. Eric commence alors à l'accuser d'attouchements sexuels devant les clients du magasin.
De son côté, Kyle est poursuivi par des employés d'Apple après avoir mis à jour un logiciel sans en lire les conditions d'utilisation. Il essaye de fuir, mais selon son père Gérald, il doit se plier aux termes du contrat. Il est ainsi kidnappé et enfermé avec un japonais et une jeune femme dans la même situation que lui. Ils apprennent qu'ils ont accepté d'être utilisés comme cobayes par Steve Jobs. 
Lors d'une keynote Apple, Steve Jobs annonce l'arrivée d'un nouveau produit : l'HumancentiPad, constitué des trois kidnappés reliés par la bouche et l'anus pour former un seul support pour un iPad sur le front du japonais. Lors des tests, Jobs est sidéré de voir que Kyle continue à ne pas lire les conditions d’utilisation avant toute transaction, et essaye sans succès de corriger ce problème.
Cartman est invité à un show télévisé ou il réitère les accusations contre sa mère, qui ne peut se défendre sous les huées continuelles du public. Il reçoit comme prix de consolation l'HumancentiPad, qui pour son plus grand plaisir comprend Kyle forcé d'ingérer les excréments du japonais du fait de sa position dans le nouvel organisme.
Ayant assisté au kidnapping de son fils, Gérald cherche à le libérer et se rend dans un Apple Store avec les amis de Kyle pour interroger les divinités du lieu, les employés geek du Genius Bar. Il apprend que la seule façon de libérer son fils du contrat est de passer à son tour sur Mac (il n'utilise que des PC) et de souscrire un contrat familial. Il accepte, et Steve Jobs est obligé de reprendre l'appareil à Cartman. Ulcéré de perdre son iPad et son moyen de torturer Kyle, le garçon insulte Dieu, qui en retour le frappe d'un puissant éclair. L'épisode se termine à l'hôpital, où un Cartman blessé récupère en sanglotant, tandis que sa mère l'ignore, concentrée sur la lecture d'un livre.